# ترکیب سیاستی
ترکیب سیاستی (به انگلیسی: Policy mix) ترکیبی از سیاست مالی و سیاست پولی یک کشور است. این دو کانال بر رشد و اشتغال تأثیر می‌گذارند و به‌طور کلی توسط بانک مرکزی و دولت تعیین می‌شوند. (به‌عنوان مثال کنگره ایالات متحده).
در حالت ایده‌آل، ترکیب سیاستی باید به، حداکثر رساندن رشد، حداقل رساندن بیکاری و تورم نائل شود و با این حال، بانک‌های مرکزی و دولت‌ها گاهی اوقات فرض می‌شوند که افق‌های زمانی مختلفی دارند و دولت‌های منتخب افق زمانی کوتاه‌تری دارد.
هر دو می‌توانند اهداف دیگری داشته باشند و باید به بعضی از محدودیت‌ها وفادار باشند -پیروی از قانون کسری بودجه، تضمین بخش مالی، جلب محبوبیت عامه در دادگاه‌ها و غیره، آنها را از این اهداف اصلی منحرف می‌کند. سیاست‌های پولی معمولاً توسط بانک مرکزی انجام می‌شود که نرخ‌های بهره و عرضه پول را برای متعادل کردن نتایج تورم و بیکاری کنترل می‌کند. دولت در شرایط بازار کار، سرمایه‌گذاری عمومی، هزینه‌های عمومی و سیاست‌های مالی اختیاری تأثیر می‌گذارد.
به‌طور کلی، استقلال بانک مرکزی مثبت تلقی می‌شود زیرا این امر مانع از آن است که یک مقام واحد به‌طور همزمان بدهی‌ها را بپردازد و آن را با پول تازه ایجاد شده پرداخت کند که تورمی باشد.